# Fandila

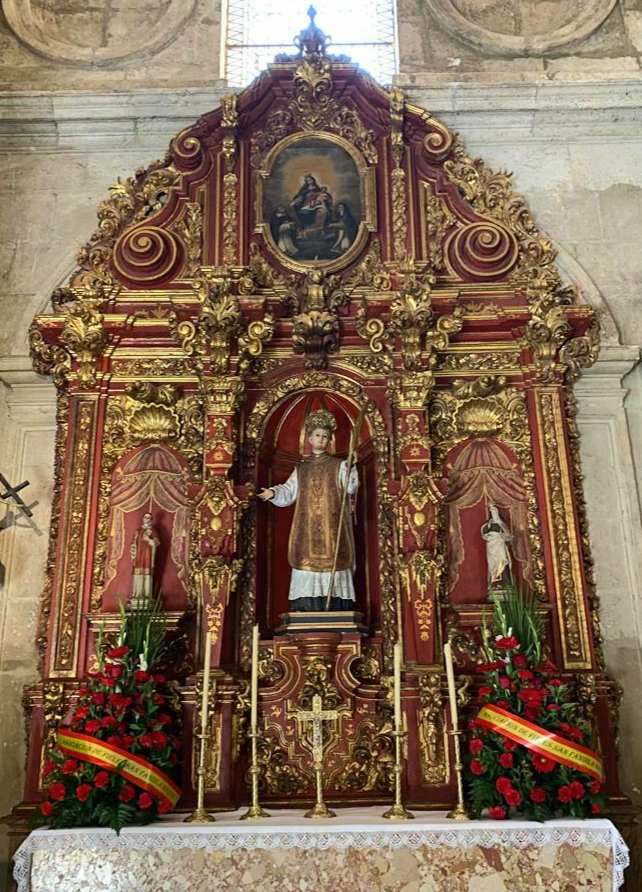
San Fandila en la Catedral de Guadix

Fandila (Guadix, Granada), santo mozárabe, presbítero y mártir.
Nacido en Guadix, en la calle Mensafíes junto a la antigua Iglesia de San Miguel, fue enviado a Córdoba para realizar estudios religiosos, tomando el hábito en el monasterio 
de Tábanos bajo la disciplina del abad Martín.
Por sus numerosos méritos fue trasladado a Peña Melaria por una solicitud realizada por los mismos monjes, ordenándose sacerdote en este monasterio.
El 13 de junio del 853 se presentó ante el cadí y, lleno de fe, le mostró la verdad del Evangelio. Tras esto fue encadenado y encarcelado en un calabozo, siendo condenado por Mohamed I a morir degollado y colgado a la orilla del río. Es uno de los denominados Mártires de Córdoba.
La Iglesia católica celebra este día en su honor.
En la ciudad de Guadix la memoria de San Fandila se celebra el día 12 de Junio por dispensa papal.
Hay un pueblo llamado San Fandila, perteneciente al municipio de Pedro Escobedo, en Querétaro, México donde se encuentra el Instituto Mexicano del Transporte .

## Historia
San Fandila fue un presbítero accitano símbolo de la Iglesia mozárabe que fue martirizado en Córdoba allá por el año 853 en tiempos del emir Abd al-Raűmān II. Natural de Guadix, nacido en la calle Mensafíes, fue enviado a Córdoba para realizar estudios religiosos, educándose en distintas escuelas mozárabes tales como el monasterio tabanense (prestigiosa institución del momento dirigida por el abad Martín), y el monasterio de San Salvador de Peñamalaria, situado cerca de la parte norte de la ciudad de Córdoba, muy cerca del conocido pico Melar, tal y como lo citaba San Eulogio cuando hablaba del mártir Fandila.
Ordenado Sacerdote tras las numerosas peticiones y ruegos de los monjes del monasterio de San Salvador, desarrolló una amplia labor pastoral destacando por sus obras. A consecuencia de la predicación del Reino de Dios y ante el desafío que dicha predicación suponía para la ley islámica, fue encarcelado, muriendo decapitado el 13 de Junio del año 853 en Córdoba.
Considerado durante mucho tiempo copatrón de Guadix, San Fandila perteneció al grupo de los denominados “mártires de Córdoba”, los cuales fueron animados por San Eulogio (presbítero y también mártir que vivió entre el 800 y el 859), siendo éste el principal exponente de la escuela mozárabe cordobesa. Gracias a las narraciones realizadas por San Eulogio en “Memoriale Sanctorum”, en el martirologio de Usuardo, y al Acta Sanctorum, donde diferentes autores han recogido y escrito sobre la vida de San Fandila, han llegado hasta nuestros días las pocas fuentes de la que se dispone para conocer la presencia de San Fandila en Córdoba, su estancia y formación en los diferentes monasterios ya citados y su martirio.
En la ciudad de Guadix, San Fandila fue un referente para la Iglesia Mozárabe, un símbolo al igual que San Torcuato representativo de la tradición cristiana, teniendo culto propio y ermita en el extrarradio de la ciudad y cuya devoción impulsada por su martirio se transmitió seguramente de manera oral entre los vecinos del barrio de la Magdalena (hoy barrio de San Miguel) de donde San Fandila era natural.
La ermita de San Fandila en la vieja ciudad de Guadix, se localizaba en el barrio de la magdalena seguramente al final de la calle Mensafiés donde San Fandila había nacido. Reconstruida en varias ocasiones la mantención de la misma estuvo a cargo seguramente de fieles devotos al Mártir. Las reducidas dimensiones de la misma perjudicaron al culto y por tanto a la devoción, es por esto que un fiel devoto de San Fandila propuso al entonces Obispo de Guadix, el Obispo Bocanegra y Givaja en el año 1773, la construcción de una nueva ermita de mayores dimensiones. Tras la muerte de este, y en momentos en los que la religiosidad popular estaba alejada de un oficialismo en la religión católica que pretendía el rey Carlos III, se produjo un gran deterioro en la nueva ermita, obligando a trasladar la imagen y objetos de valor a la parroquia de San Miguel. Los citados hechos hicieron que la devoción a San Fandila disminuyera y cayera muy rápidamente en la ciudad de Guadix.

La figura de San Fandila, su vida en Córdoba y su posterior martirio fueron puestos de relieve por Ambrosio de Morales, cronista de su majestad católica Felipe II, quien puso en conocimiento al entonces Obispo de Guadix, D. Juan Alonso de Moscoso y López (1582 – 1593), el martirio y detalles de su paso por la ciudad califal, extendiéndose a partir de este momento, el culto por Guadix y sus alrededores. Aunque seguramente, en la Guadix mozárabe, (antes de la reconquista), la figura de San Fandila no habría caído totalmente en el olvido, sobre todo en el antiguo barrio de la Magdalena, donde San Fandila había nacido, transmitiéndose su vida y martirio de manera oral de generación en generación hasta el siglo XVI.
Es por ello que el cabildo de la catedral de Guadix dedicaría una capilla a San Fandila, en la nueva catedral que se estaba construyendo, ya que las nuevas capillas de la misma, estarían dedicadas a las devociones emergentes de los santos locales y a las advocaciones potenciadas en el concilio de Trento. Existiendo ya datos de la capilla de San Fandila en el templo catedralicio en 1557.

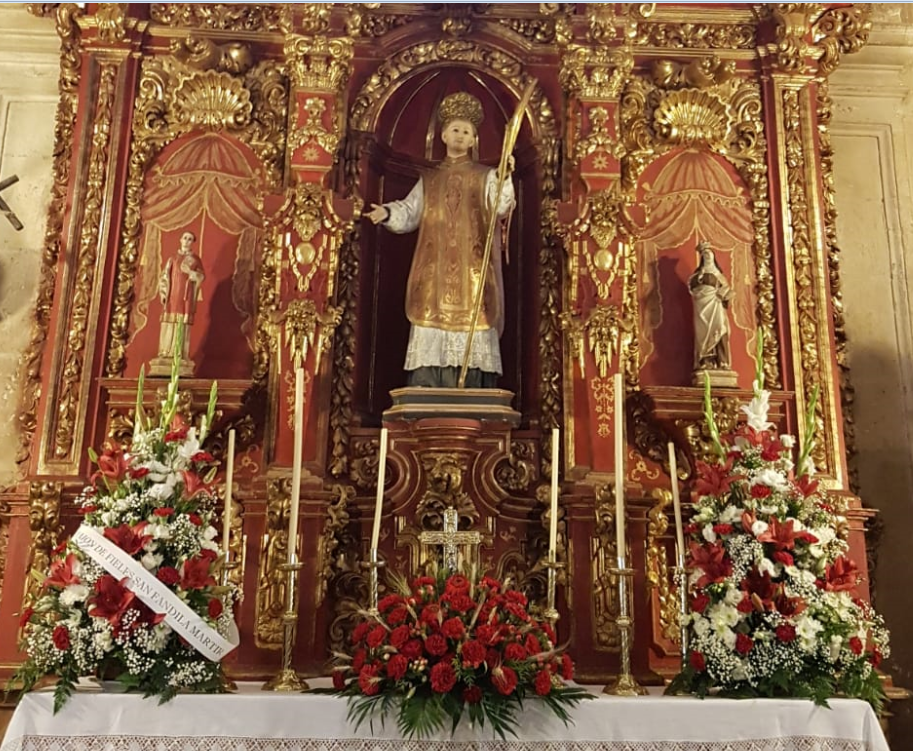
Ofrenda floral a San Fandila realizada por la Asociación de fieles San Fandila mártir

## Actualidad
En el año de 2019 se constituyó en Guadix la Asociación de fieles San Fandila mártir, que busca potenciar la devoción a San Fandila y fomentar la tradición litúrgica en la Iglesia Católica y el uso del canto gregoriano en la diócesis de Guadix.

## Onomástica
El nombre Fandila es poco común pero ha cobrado recientemente notoriedad por ser el primer apellido del torero El Fandi.